# Ayako (manga)
Ayako (奇子) is een manga van Osamu Tezuka. Hij werd oorspronkelijk uitgegeven in het tijdschrift Big Comic, gepubliceerd door Shogakukan. In het Engels werd hij gepubliceerd door Vertical Inc. De Franse editie is van de hand van Delcourt/Akata, de Italiaanse van Hazard Edizioni en de Braziliaanse van Veneta. In het Nederlands werd de manga vertaald door Uitgeverij L.
Het verhaal speelt zich vlak na de Tweede Wereldoorlog af en volgt de Japanse Tenge familie en de economische en familiale spanningen waar zij te maken mee krijgen in het na-oorlogse Japan.

## Verhaal
Jiro Tenge, een van de zonen van de goed gestelde Tenge familie, spioneert voor de Verenigde Staten. Zijn geheime moorden worden ontdekt door Ayako Tenge, zijn jongste zus. De situatie escaleert wanneer blijkt dat Ayako het resultaat is van een affaire tussen de echtgenote van haar oudere broer en de Tenge patriarch Sakuemon. Om deze geheimen uit het daglicht te houden, besluiten Sakuemon en zijn oudste zoon Ichiro om Ayako voor de rest van haar leven op te sluiten in een kelder.
Desondanks de vele protesten van Ayako's moeder en Ayako's jongere broer Shiro spendeert Ayako zo'n 24 jaar in de kelder onder de familiale woonst. Ondertussen staat de wereld boven haar niet stil en vinden er vele politieke en sociale veranderingen plaats. Wanneer Ayako, ondertussen een mooie en aantrekkelijke vrouw, eindelijk haar kelder verlaat, is ze doodsbang van de buitenwereld en gaat ze op zoek naar affectie van anderen. Dit zorgt voor een kettingreactie die tot tragedie leidt voor de Tenge familie.